# Bonnyrigg Heights, New South Wales
Bonnyrigg Heights este o suburbie în Sydney, Australia.